# Ciuto de Ciompi
Ciuto De Ciompi (Signa, 1315 – Vernio, 1388) è stato un architetto e scultore italiano.

## Biografia
Dopo aver effettuato apprendistato a Signa presso la bottega di Siotto de Pandolfini, entrò nella bottega di Andrea di Cione, detto l'Orcagna, seguendolo sia nella fabbrica di Santa Maria del Fiore,che nell'opera di capomastro presso il Duomo di Orvieto e rimanendovi anche dopo l'allontanamento di quest'ultimo. Terminato l'incarico entrò nelle grazie di Benci di Cione, fratello dell'Orcagna, realizzando con lui la Loggia della Signoria, o Loggia dei Lanzi. L'Orcagna iniziò nel frattempo una disputa sia col fratello che con Ciompi, attribuendosi il progetto iniziale e trascinando entrambi in tribunale. Forte del suo prestigio e forse, come sostiene il Vasari, corrompendo i giudici, ottenne sentenza favorevole ed un risarcimento di 5000 fiorini. Tale sentenza intaccò irrimediabilmente sia il prestigio che il patrimonio del Ciompi, che fu costretto a riparare dai conti Pucci di Vernio dove morì in povertà.